# Мусэрский, Дмитрий Александрович
Дмитрий Александрович Мусэрский (укр. Дмитро Олександрович Мусерський; род. 29 октября 1988, Макеевка) — украинский и российский волейболист, игрок клуба «Сантори Санбёрдз» и сборной России, заслуженный мастер спорта России, олимпийский чемпион 2012 года.

## Спортивная карьера
Дмитрий Мусэрский родился и провёл детство в Макеевке. В волейбол начал играть в 8-летнем возрасте под руководством тренера Бориса Михайловича Оснача. В 14 лет поступил в волейбольный интернат в Харькове, а годом позже во время молодёжного турнира в Одинцове Мусэрского впервые заметил тренер «Локомотива-Белогорья» Геннадий Шипулин.
Профессиональная карьера спортсмена начиналась в харьковской «Юракадемии». В 2005 году он был приглашён в Белгород и в течение двух лет играл в высшей лиге «А» за «Локомотив-Белогорье-2».
В 2006 году Мусэрский защищал цвета юниорской сборной Украины на чемпионате Восточно-Европейской зональной ассоциации в Харькове, а в составе молодёжной сборной Украины участвовал на чемпионате Европы в Казани.
Осенью 2006 года провёл несколько матчей за основную команду белгородского клуба в Лиге чемпионов, с несвойственной для дебютантов уверенностью выходил на замену и отмечался сильной подачей. В конце 2006 года сменил спортивное гражданство с украинского на российское.
В сезоне-2007/08 Мусэрский выступал за «Локомотив-Белогорье» в Суперлиге, а перед началом нового сезона был переведён в старооскольский «Металлоинвест». Однако уже в декабре 2008 года вернулся в состав «львов», отыграл чемпионат на позиции диагонального нападающего, весной 2009-го стал обладателем Кубка CEV и вошёл в расширенную заявку сборной России на Мировую лигу. Тогда сыграть в сборной Мусэрскому не довелось из-за травмы, но через год после успешного сезона в клубе (5-й показатель по результативности среди всех игроков Суперлиги и первое место по очкам, набранным на блоке) Дмитрий снова был вызван в национальную команду России.
4 июня 2010 года в Екатеринбурге в первом матче за сборную против волейболистов США в рамках Мировой лиги Мусэрский набрал 13 очков, став в тот день самым результативным в российской команде. По итогам интерконтинентального раунда он имел лучшую статистику среди блокирующих (42 очка или 0,98 в среднем за сет), третий показатель среди подающих (16 эйсов, 0,37 за сет) и оказался единственным на турнире центральным, вошедшим в двадцатку самых результативных. В «Финале шести» Мусэрскому также не нашлось равных по игре на блоке — 16 очков и 0,94 блока в среднем за партию. Дебютный турнир за сборную принёс ему серебряную медаль.
В 2011 году Дмитрий Мусэрский в составе сборной России стал победителем Мировой лиги и Кубка мира. После Кубка мира перенёс операцию на голеностопе, и лишь в феврале 2012 года приступил к тренировкам. Вынужденное нахождение Мусэрского вне игры стало одним из факторов неудачного выступления «Белогорья» в чемпионате России, последствия травмы сказывались и на выступлениях за сборную — летом 2012 года на Мировой лиге и групповом этапе Олимпийских игр в Лондоне Дмитрий был нестабилен на подаче. Однако в финальном матче олимпийского турнира против сборной Бразилии Дмитрий Мусэрский внёс значительный вклад в победу российской команды. При счёте 2:0 по партиям в пользу соперника он был переведён Владимиром Алекно на позицию диагонального и выдержал максимальную нагрузку в нападении. Дмитрий стал самым результативным игроком финала, реализовав 28 атак из 49, а всего набрал 31 очко.
В сезоне-2012/13 Дмитрий Мусэрский в составе «Белогорья» выиграл первые в своей карьере титулы обладателя Кубка России и чемпиона страны, был награждён Призом Андрея Кузнецова. Летом 2013 года после двух стартовых матчей Мировой лиги пропустил шесть следующих игр из-за проблем с бедром. Пройдя восстановительные процедуры, Дмитрий вернулся в состав российской команды, которую в том сезоне возглавил Андрей Воронков, и быстро набрал оптимальную форму. Финальный турнир Мировой лиги, на котором российского гиганта признали лучшим блокирующим, завершился победой над бразильцами со счётом 3:0. В сентябре того же года Дмитрий Мусэрский стал победителем чемпионата Европы и обладателем приза MVP турнира. Игра Мусэрского на европейском первенстве была удостоена самых высоких оценок. В частности, Владимир Алекно заявил, что «Мусэрский — это недосягаемый игрок, лучший не только в Европе, но и в мире благодаря своей работоспособности, желанию побеждать, выигрывать в каждом эпизоде», а по словам Дмитрия Фомина, «Мусэрский вызывает страх у всех соперников. Благодаря ему работают и края, и диагональ. С ним за этот чемпионат не справился никто». По итогам заключительного турнира сезона-2013, Всемирного Кубка чемпионов, на котором сборная России заняла второе место, Дмитрий Мусэрский снова получил приз MVP.
В 2014 году Мусэрский сыграл на Мировой лиге и чемпионате мира, став лидером сборной России по общей результативности, а также по количеству очков, набранных блоком и подачей. В клубном сезоне-2014/15 Дмитрий провёл феноменальную серию из 26 матчей подряд, в каждом из которых исполнял как минимум по одному эйсу.
В июле 2015 года Дмитрий Мусэрский выходил в стартовом составе в двух матчах Мировой лиги на позиции диагонального нападающего, а в сентябре при вновь возглавившем сборную России Владимире Алекно был выбран её капитаном и отыграл в амплуа диагонального большинство поединков Кубка мира. 22 декабря того же года Мусэрский не прибыл на сбор национальной команды перед европейской квалификацией на Олимпийские игры-2016, предупредив тренера, что по семейным обстоятельствам вынужден остаться в Белгороде. Президент Всероссийской федерации волейбола Станислав Шевченко назвал поступок спортсмена «предательством команды». После завершения победного для сборной России олимпийского отборочного турнира Алекно и Шевченко заявили, что двери в национальную команду для её экс-капитана не закрыты, и Мусэрский вернулся в сборную, сыграл в матчах Мировой лиги-2016, однако на завершающем этапе подготовки к Олимпийским играм в Рио-де-Жанейро стало известно, он не примет в них участие из-за травмы.
В 2018 году после двухлетнего перерыва вновь стал игроком сборной России. В её составе под руководством Сергея Шляпникова завоевал золотую медаль турнира Лиги наций.
В августе 2018 года Дмитрий Мусэрский заявил, что продолжит карьеру в японском клубе «Сантори Санбёрдз» из Осаки. "Переговоры длиною в восемь месяцев завершились. Моя мечта поиграть в японском чемпионате осуществилась. Контракт подписан — следующие два года я буду выступать за команду «Сантори Санбердз», — сообщил спортсмен в своём инстаграме и добавил: «Уверен, это будет интересный и полезный опыт для меня как для спортсмена, так и для моей личности в целом». Играя в новом клубе на позиции диагонального, в сезоне-2018/19 стал самым результативным игроком чемпионата Японии, а также получил приз лучшему нападающему. Годом позже выиграл бронзовую медаль V-Лиги, а в сезоне-2020/21 в составе «Сантори Санбёрдз» стал чемпионом Японии, самым ценным игроком сезона, лучшим подающим и в третий раз подряд попал в топ-6 игроков турнира.
В июне 2021 года Дмитрий Мусэрский выступал за сборную России в Лиге наций, но досрочно покинул этот турнир, а впоследствии пропустил Олимпийские игры в Токио из-за небольшой травмы и полученной информации о результате перепроверки допинг-пробы, взятой ещё 11 мая 2013 года после матча чемпионата России. Волейболист заявил, что обнаружение в пробе психостимулятора метилгексанамина изначально было скрыто и от него, и от Всемирного антидопингового агентства. Международная федерация волейбола применила к Мусэрскому 9-месячную дисквалификацию, срок которой исчислялся с 5 апреля 2021 года.
В январе 2022 года дисквалификация закончилась, и Мусэрский получил право выйти в составе «Сантори Санбёрдз» в матче регулярного чемпионата Японии. Он внёс ключевой вклад в победу над клубом «Нагоя Вулф Догз», с минимальным преимуществом выиграв дуэль диагональных у Бартоша Курека — 36:35. Эти же соперники спустя три месяца сыграли в финале чемпионата Японии, где команда Мусэрского завоевала второй подряд титул.
В сезоне-2022/23 Мусэрский стал серебряным призёром чемпионата Японии, в четвёртый раз вошёл в шестёрку лучших игроков турнира и был удостоен наград «За боевой дух» и «За честную игру». Также он выиграл Азиатский клубный чемпионат. В марте 2024 года в третий раз завоевал золото чемпионата Японии, став самым результативным игроком финального матча против «Панасоник Пантерс». В сезоне-2024/25 команда Мусэрского защитила чемпионский титул.

## Статистика

### Матчи за сборную России
| Турнир                         | Матчи     | Партии | Очки | Очки в атаке | Очки на блоке | Очки с подачи | За сет |
| ------------------------------ | --------- | ------ | ---- | ------------ | ------------- | ------------- | ------ |
| Мировая лига 2010              | 16 (16)   | 59     | 191  | 114          | 58            | 19            | 3,24   |
| Чемпионат мира 2010            | 8 (8)     | 26     | 85   | 52           | 15            | 18            | 3,27   |
| Мировая лига 2011              | 10 (8)    | 34     | 97   | 54           | 23            | 20            | 2,85   |
| Чемпионат Европы 2011          | 6 (5)     | 21     | 51   | 37           | 11            | 3             | 2,43   |
| Кубок мира 2011                | 8 (7)     | 19     | 46   | 39           | 6             | 1             | 2,42   |
| Мировая лига 2012              | 12 (12)   | 48     | 145  | 86           | 46            | 13            | 3,02   |
| Олимпийские игры 2012          | 8 (7)     | 26     | 85   | 65           | 16            | 4             | 3,27   |
| Мировая лига 2013              | 8 (8)     | 34     | 107  | 71           | 30            | 6             | 3,15   |
| Чемпионат Европы 2013          | 7 (7)     | 25     | 106  | 59           | 28            | 19            | 4,24   |
| Всемирный Кубок чемпионов 2013 | 5 (5)     | 17     | 67   | 50           | 9             | 8             | 3,94   |
| Мировая лига 2014              | 10 (10)   | 36     | 144  | 85           | 39            | 20            | 4,00   |
| Чемпионат мира 2014            | 12 (11)   | 43     | 155  | 96           | 32            | 27            | 3,60   |
| Мировая лига 2015              | 4 (2)     | 11     | 37   | 33           | 2             | 2             | 3,37   |
| Кубок мира 2015                | 11 (11)   | 36     | 157  | 132          | 10            | 15            | 4,36   |
| Чемпионат Европы 2015          | 4 (4)     | 13     | 52   | 31           | 14            | 7             | 4,00   |
| Мировая лига 2016              | 9 (7)     | 27     | 86   | 61           | 20            | 5             | 3,18   |
| Лига наций 2018                | 17 (16)   | 52     | 222  | 173          | 32            | 17            | 4,27   |
| Чемпионат мира 2018            | 9 (9)     | 28     | 89   | 59           | 19            | 11            | 3,18   |
| Олимпийские игры 2020 (квал.)  | 3 (1)     | 5      | 17   | 12           | 2             | 3             | 3,40   |
| Чемпионат Европы 2019          | 4 (4)     | 11     | 36   | 22           | 11            | 3             | 3,27   |
| Лига наций 2021                | 5 (3)     | 12     | 40   | 32           | 5             | 3             | 3,33   |
| Всего                          | 176 (161) | 583    | 2015 | 1363         | 428           | 224           | 3,46   |

### Матчи в чемпионате России
| Сезон   | Команда               | Матчи | Партии | Очки | Очки в атаке | Очки на блоке | Очки с подачи | За сет |
| ------- | --------------------- | ----- | ------ | ---- | ------------ | ------------- | ------------- | ------ |
| 2006/07 | «Локомотив-Белогорье» | 13    | 37     | 27   | 16           | 5             | 6             | 0,57   |
| 2007/08 | «Локомотив-Белогорье» | 24    | 77     | 142  | 122          | 13            | 7             | 1,84   |
| 2008/09 | «Металлоинвест»       | 11    | 36     | 78   | 54           | 12            | 12            | 2,17   |
| 2008/09 | «Локомотив-Белогорье» | 20    | 75     | 242  | 161          | 61            | 20            | 3,23   |
| 2009/10 | «Локомотив-Белогорье» | 34    | 136    | 459  | 308          | 117           | 34            | 3,38   |
| 2010/11 | «Локомотив-Белогорье» | 30    | 116    | 424  | 281          | 89            | 54            | 3,66   |
| 2011/12 | «Белогорье»           | 17    | 62     | 231  | 136          | 60            | 35            | 3,73   |
| 2012/13 | «Белогорье»           | 36    | 143    | 574  | 396          | 108           | 70            | 4,01   |
| 2013/14 | «Белогорье»           | 22    | 79     | 298  | 182          | 66            | 50            | 3,77   |
| 2014/15 | «Белогорье»           | 31    | 116    | 492  | 300          | 104           | 88            | 4,24   |
| 2015/16 | «Белогорье»           | 23    | 81     | 332  | 245          | 61            | 26            | 4,10   |
| 2016/17 | «Белогорье»           | 31    | 109    | 458  | 325          | 71            | 62            | 4,20   |
| 2017/18 | «Белогорье»           | 30    | 105    | 421  | 314          | 78            | 29            | 4,01   |

## Достижения

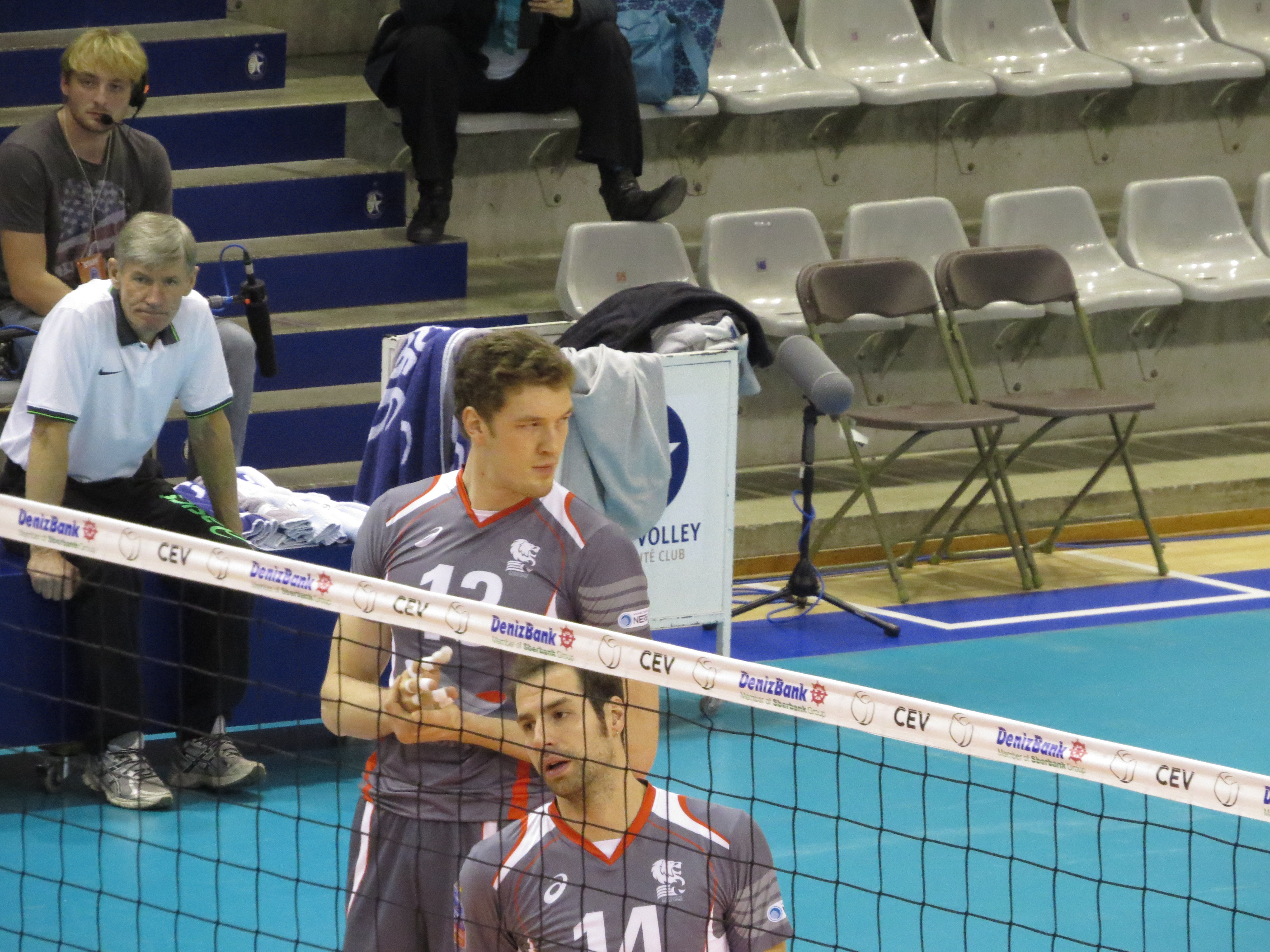
6 ноября 2014 года. Дмитрий Мусэрский и Драган Травица в матче Лиги чемпионов «Пари Волей» — «Белогорье»

### Со сборной России
- Чемпион XXX Олимпийских игр в Лондоне (2012).
- Чемпион Европы (2013).
- Обладатель Кубка мира (2011).
- Серебряный призёр Всемирного Кубка чемпионов (2013).
- Победитель Мировой лиги (2011, 2013), серебряный призёр Мировой лиги (2010).
- Победитель Лиги наций (2018).

### В клубной карьере
- Чемпион России (2012/13), серебряный (2009/10, 2014/15) и бронзовый (2010/11, 2013/14, 2015/16) призёр чемпионатов России.
- Обладатель Кубка России (2012, 2013), финалист (2015) и бронзовый призёр (2014, 2016) Кубка России.
- Обладатель Суперкубка России (2013, 2014).
- Победитель Лиги чемпионов (2013/14).
- Обладатель Кубка Европейской конфедерации волейбола (2008/09, 2017/18).
- Победитель клубного чемпионата мира (2014), бронзовый призёр клубного чемпионата мира (2023).
- Чемпион Японии (2020/21, 2021/22, 2023/24, 2024/25), серебряный (2022/23) и бронзовый (2019/20) призёр чемпионата Японии.
- Обладатель Кубка императора Японии (2024).
- Победитель клубного чемпионата Азии (2023), серебряный (2022) и бронзовый призёр (2025).

### Личные
- Лучший блокирующий «Финала шести» Мировой лиги (2010, 2013).
- Лучший подающий «Финала восьми» Мировой лиги (2011).
- MVP чемпионата Европы (2013).
- MVP Всемирного Кубка чемпионов (2013).
- Вошёл в символическую сборную «Финала шести» Лиги наций (2018).
- Лучший блокирующий чемпионата России (2009/10).
- Лучший блокирующий «Финала четырёх» Кубка России (2010).
- MVP и лучший подающий «Финала шести» Кубка России (2012).
- Самый результативный игрок чемпионата России (2012/13).
- Обладатель Приза Андрея Кузнецова (2013).
- Лучший блокирующий «Финала четырёх» Лиги чемпионов (2014).
- MVP клубного чемпионата мира (2014).
- Лучший диагональный клубного чемпионата мира (2023).
- Самый результативный игрок и лучший нападающий чемпионата Японии (2018/19).
- MVP и лучший подающий чемпионата Японии (2020/21).
- Вошёл в символическую сборную клубного чемпионата Азии (2022).
- Участник Матчей звёзд России (2010, 2011, 2013, февраль 2014, декабрь 2014).
- MVP клубного чемпионата Азии (2023).

## Награды
- Орден Дружбы (13 августа 2012 года) — за большой вклад в развитие физической культуры и спорта, высокие спортивные достижения на Играх XXX Олимпиады 2012 года в городе Лондоне (Великобритания)[42].
- Заслуженный мастер спорта России (20 августа 2012 года)[43].
- «Серебряная лань» — лучший спортсмен года (Федерация спортивных журналистов России, 18 декабря 2013 года)[44].

## Личная жизнь
В 2009 году Дмитрий Мусэрский женился, 12 февраля 2015 года в его семье родился сын Роман. Его кумом является Дмитрий Ильиных.
В 2011 году окончил факультет физической культуры Белгородского государственного университета, защитив дипломную работу по теме «Методика подготовки либеро в современном волейболе».